# Grigorij Łobaczow
Grigorij Grigorjewicz Łobaczow (ros. Григорий Григорьевич Лобачев; ur. 8 lipca 1888, zm. 1953) – radziecki kompozytor filmowy.

## Wybrana filmografia

### Filmy fabularne
- 1934: Nowi ludzie (Песня о счастье)

### Filmy animowane
- 1931: Автодорец
- 1932: Паровоз, лети вперед!
- 1933: Pozytywka (Органчик)
- 1937: Дед Мороз и серый волк
- 1938: Маленький Мук
- 1946: У страха глаза велики
- 1947: Dla ciebie, Moskwo (Тебе, Москва!)
- 1948: Noc noworoczna (Новогодняя ночь)

Źródło: